# Виндишэшенбах
Виндишэшенбах (нем. Windischeschenbach) — город и городская община в Германии, в земле Бавария. 
Подчинён административному округу Верхний Пфальц. Входит в состав района Нойштадт-ан-дер-Вальднаб.  Население составляет 5177 человек (на 31 декабря 2010 года). Занимает площадь 36,38 км². Официальный код  —  09 3 74 168.
Город подразделяется на 3 городских района.

## Население
По оценке на 31 декабря 2015 года население общины Виндишэшенбах составляет 4991 чел. 

| Дата      | 1840 | 1871 | 1900 | 1925 | 1939 | 1950 | 1961 | 1970 | 1987 | 2011 |
| --------- | ---- | ---- | ---- | ---- | ---- | ---- | ---- | ---- | ---- | ---- |
| Население | 1941 | 2096 | 2689 | 3876 | 4488 | 5906 | 6405 | 6695 | 5850 | 5195 |

| Год       | 1960 | 1970 | 1980 | 1990 | 2000 | 2009 | 2010 | 2011 | 2012 | 2013 | 2014 | 2015 |
| --------- | ---- | ---- | ---- | ---- | ---- | ---- | ---- | ---- | ---- | ---- | ---- | ---- |
| Население | 6472 | 6664 | 6028 | 5986 | 5827 | 5261 | 5177 | 5156 | 5095 | 5050 | 5002 | 4991 |